# Pomatinus
Pomatinus é um género de escaravelho aquático da família Dryopidae, descrito por Sturm em 1853. Inclui a espécie Pomatinus substriatus (Müller, 1806). A espécie Pomatinus angulicollis, Reitter, 1887, foi reinserida no subgénero (agora considerado género) Parahelichus por Bollow em 1940.